# Samantha Mewis
Samantha June Mewis (* 9. Oktober 1992 in Weymouth, Massachusetts) ist eine ehemalige US-amerikanische Fußballspielerin, die 2014 erstmals für die Frauen-Fußballnationalmannschaft der Vereinigten Staaten spielte, mit dieser 2019 den WM-Titel gewann und 2024 ihre aktive Karriere beendete.

## Karriere

### Verein
Mewis begann ihre Karriere im Jahr 2013 beim W-League-Teilnehmer Pali Blues, mit dem sie die Meisterschaft erringen konnte. Beim College-Draft zur Saison 2015 der NWSL wurde sie in der ersten Runde an Position vier von der Franchise der Western New York Flash verpflichtet und debütierte am 12. April 2015 gegen den Seattle Reign FC. Am 3. Mai spielte sie erstmals gegen ihre Schwester Kristie, die für die Boston Breakers antrat. Am Ende der regulären Saison reichte es nur zum siebten Platz. 2016 konnte dagegen der Titel gewonnen werden. Im Finale gegen Washington Spirit erzielte sie das zwischenzeitliche 1:1. Dabei blieb es bis zur 90. Minute. In der ersten Minute der Verlängerung geriet ihre Mannschaft erneut in Rückstand, konnte aber in der vierten Minute der Nachspielzeit noch ausgleichen. Im darauf folgenden Elfmeterschießen gehörte sie zu den insgesamt fünf Fehlschützinnen, da aber nur noch eine Mitspielerin verschoss, gewann ihre Mannschaft. Ab der folgenden Saison trat ihre Mannschaft als North Carolina Courage an. Nach der regulären Saison belegte die Mannschaft zwar den ersten Platz der Tabelle, verlor dann aber im Finale mit 0:1 gegen den Portland Thorns FC. 2018 konnte dann wieder der Titel gewonnen werden, wobei eine 3:0-Revanche für die Finalniederlage des Vorjahrs gelang. Am 30. Juli 2018 gewann ihre Mannschaft den erstmals ausgespielten Women’s International Champions Cup durch ein 1:0 im Finale gegen Olympique Lyon, wobei sie aber nicht im Kader stand, da sie mit der Nationalmannschaft am gleichzeitig ausgetragenen Tournament of Nations teilnahm.
Im August 2020 wechselte sie zu Manchester City, NC Courage behielt aber die NWSL-Rechte. Mit ManCity gewann sie den englischen Pokal der Frauen. Ab Mai 2021 spielte sie wieder für North Carolina Courage.
Im November wechselte sie im Tausch mit Kiki Pickett zu Kansas City Current.

### International
Mewis spielte zwischen 2008 und 2012 für die U-17- und U-20-Nationalmannschaften der USA und nahm mit diesen unter anderem an der U-17-Weltmeisterschaft 2008 und den U-20-Weltmeisterschaften 2010 und 2012 teil, wobei sie letzteres Turnier gewinnen konnte. 2013 war sie Teil der beim Viernationenturnier siegreichen U-23-Auswahl der USA und kam dort in allen drei Spielen zum Einsatz. Im Januar 2014 wurde sie erstmals in den A-Kader der Vereinigten Staaten berufen und debütierte dort schließlich am 7. März im Rahmen des Algarve-Cup 2014 als sie im Spiel gegen Schweden gemeinsam mit ihrer Schwester Kristie in der 67. Minute eingewechselt wurde. Im WM-Jahr wurde sie dann erst wieder bei der Victory-Tour nach dem Gewinn der Weltmeisterschaft nominiert und kam am 21. Oktober gegen Brasilien zu ihrem vierten Länderspiel.
Am 15. Februar 2016 erzielte sie im Rahmen der Qualifikation für die Olympischen Sommerspiele 2016 beim ersten Länderspiel der USA gegen Puerto Rico, das mit 10:0 gewonnen wurde, ihr erstes Länderspiel-Tor. Auch im Halbfinale gegen Trinidad & Tobago kam sie zu einem Einsatz, als sie in der 60. Minute beim Stand von 3:0 eingewechselt wurde. Beim SheBelieves Cup 2016 erzielte sie im Spiel gegen Deutschland den 2:1-Siegtreffer. Für das olympische Fußballturnier wurde sie nur als Reservespielerin nominiert. Sie reiste zwar mit nach Brasilien, kam aber nicht zum Einsatz. 2017 stand sie dann 16-mal in der Startelf, ein Titel blieb ihr aber verwehrt, da beim SheBelieves Cup 2017 nur der letzte Platz und beim Tournament of Nations 2017 der zweite Platz belegt wurde. Nach einer Knieverletzung im Herbst 2017 verpasste sie den erfolgreich abgeschlossenen SheBelieves Cup 2018, konnte dann aber das Tournament of Nations 2018 und den CONCACAF Women’s Gold Cup 2018 gewinnen. Durch den Sieg beim Gold Cup qualifizierten sich die USA für die WM 2019. Am 1. Mai 2019 wurde sie für die WM 2019 nominiert. Sie war zuvor bei sechs der sieben Länderspiele des Jahres eingesetzt worden. Bei der WM kam sie in sechs Spielen zum Einsatz, sie stand dabei fünfmal in der Startelf. Nur im Gruppenspiel gegen Chile, als die meisten Stammspielerinnen nicht eingesetzt wurden, saß auch sie auf der Bank. Beim 13:0-Rekordsieg gegen Thailand erzielte sie zwei Tore.
Am 23. Juni 2021 wurde sie für die wegen der COVID-19-Pandemie um ein Jahr verschobenen Olympischen Spiele nominiert. Bei den Spielen kam sie in allen sechs Spielen ihrer Mannschaft zum Einsatz, wobei sie zweimal ein- und viermal ausgewechselt wurde. Im Viertelfinale gegen Europameister Niederlande gelang ihr der Treffer zum zwischenzeitlichen 1:1-Ausgleich. Da sie in der 58. Minute ausgewechselt wurde, kam sie beim entscheidenden Elfmeterschießen als Schützin nicht mehr in Betracht. Ihre Mitspielerinnen, insbesondere Torhüterin Alyssa Naeher sorgten dann dafür, dass das Spiel erfolgreich für die USA endete. Im Halbfinale gegen die Kanadierinnen wurde sie in der 80. Minute, fünf Minuten nach dem 0:1 eingewechselt, konnte dem Spiel aber auch keine Wende mehr geben. Im Spiel um die Bronzemedaille gegen Australien stand sie dann wieder in der Startelf, wurde aber nach einer Stunde beim Stand von 4:2 ausgewechselt (Endstand: 4:3).
Verletzungsbedingt konnte sie seitdem nicht wieder eingesetzt werden. Im Januar 2024 gab sie ihr Karriereende bekannt.

## Persönliches
Mewis’ ältere Schwester Kristie (* 1991) spielte zusammen mit ihr in der US-amerikanischen U-17-, U-20- und A-Nationalmannschaft. Durch ihren gemeinsamen Einsatz bei der U-17-Weltmeisterschaft 2008 sind sie die ersten Schwestern, die für die USA bei einer Weltmeisterschaft spielten. Beide spielten auch zusammen bei der U-20-Weltmeisterschaft 2010. Während Kristie aber in allen Spielen zum Einsatz kam, hatte Sam nur einen neunminütigen Kurzeinsatz beim 5:0 gegen die Schweiz. Mit ihrem gemeinsamen Einsatz als Einwechselspielerinnen am 7. März 2014 wurden sie zum ersten Schwesternpaar, das ein Spiel für die A-Nationalmannschaft bestritt, seit Lorrie und Ronnie Fair im Jahr 1997. Drei Tage später standen beide in der Startaufstellung gegen Dänemark, womit erstmals zwei Schwestern in der Startelf standen. Für Kristie war es das 15. und bisher letzte Länderspiel, sie wurde aber im Oktober 2020 für das erste Trainingslager nach der COVID-19-Pause nominiert. Nach 6 Jahren ohne Einsatz in der Nationalmannschaft, wurde sie 2020 zu einem Trainingscamp eingeladen. Am 27. November wurde Kristie beim Freundschaftsspiel gegen die Niederlande, bei dem Samantha in der Startelf stand, zur zweiten Halbzeit eingewechselt und schoss ihr zweites Länderspieltor. Am 18. Januar 2021 stand Samatha gegen Kolumbien in der Startelf und erzielte beim 4:0-Sieg die ersten drei Tore, Kristie wurde in der 64. Minute eingewechselt und erzielte in der 85. Minute das letzte Tor, womit erstmals zwei Schwestern Tore in einem Länderspiel der USA erzielten. Bei den Olympischen Spielen 2020 gehörten beide zum Kader, standen aber nie gemeinsam auf dem Platz.
Beide trafen in Ligaspielen mit ihren Vereinen schon achtmal aufeinander, wobei Samantha immer gewann und vier Tore schoss. Zuletzt trafen beide im September 2019 aufeinander, wobei Samatha den 1:0-Siegtreffer per Strafstoß für ihre Mannschaft erzielte, den Kristie durch ein Foul an Crystal Dunn verursacht hatte.

## Erfolge
- 2012: Gewinn der U-20-Weltmeisterschaft
- 2013: Gewinn des Viernationenturniers (USA U-23)
- 2013: Meisterschaft in der W-League (Pali Blues)
- Siegerin des SheBelieves Cup 2016 und SheBelieves Cup 2020 (USA)
- Gewinn der NWSL-Meisterschaft 2016 (Western New York Flash), 2018 und 2019 (North Carolina Courage)
- 2017: Gewinn der NWSL-Meisterschaft (Portland Thorns FC)
- Siegerin des Tournament of Nations 2018
- Siegerin des CONCACAF Women’s Gold Cup 2018
- Gewinn der Fußball-Weltmeisterschaft der Frauen 2019
- 2019/2020: Englische Pokalsiegerin
- Olympische Spiele 2020: Bronzemedaille

## Auszeichnungen
- 2015: Nominiert für die Wahl zum Rookie des Jahres
- 2017: Wahl in die NWSL Best XI[28]
- 2020: Fußballerin des Jahres in den Vereinigten Staaten[29]